# Jhalari-Pipaladi
Jhalari-Pipaladi (Nepali झलारी-पिपलाडी) ist eine Stadt (Munizipalität) im äußersten Westen Nepals im Distrikt Kanchanpur.
Die Stadt entstand am 2. Dezember 2014 durch Zusammenlegung der Village Development Committees Jhalari und Pipaladi. 
Das Stadtgebiet umfasst 149 km².
Das Stadtgebiet reicht von der Siwalikkette bis in die vorgelagerte Ebene des Terai. Jhalari-Pipaladi liegt 20 km östlich von Bhim Datta an der Fernstraße Mahendra Rajmarg, die zum östlich gelegenen Dhangadhi führt.

## Einwohner
Bei der Volkszählung 2011 hatten die VDCs, aus welchen die Stadt Jhalari-Pipaladi entstand, 42.026 Einwohner (davon 19.604 männlich) in 8025 Haushalten.